# Groń (Tatry Bielskie)
Groń (niem. Leitenhöhe, słow. Grúň, węg. Lejtős-tető) – wznoszący się na 1470 m reglowy masyw w słowackich Tatrach Bielskich. Znajduje się w długiej północnej grani wschodniego wierzchołka Zadnich Jatek. W Turni nad Jaworzynką grań ta rozgałęzia się. Groń znajduje się w orograficznie lewym ramieniu. Pomiędzy nim a Turnią nad Jaworzynką znajduje się Siodło za Groniem (ok. 1440 m). Zachodnie stoki Gronia opadają do Doliny Kępy, wschodnie do Jaworzynki Bielskiej, północne do dna Doliny Mąkowej.
Północny grzbiet Gronia na wysokości około 1340 m rozgałęzia się na dwa ramiona:
- północno-wschodnie z Jaworzyńskim Przechodem
- północne

Pomiędzy ramionami tymi znajduje się Żleb pod Groniem opadający do Doliny Kępy
Groń zbudowany jest ze skał węglanowych. Występują w nim liczne grupy skałek. Szereg niewielkich skałek wznosi się nad Siodłem za Groniem. Ku wschodowi opadają ściankami o wysokości do kilkunastu metrów. Kulminacyjny punkt Gronia znajduje się na skałce wysuniętej około 100 m na północ od Siodła Za Groniem. Jeszcze wyższe skałki typu kazalnica znajdują się w dolnej części północnego ramienia. Najwyżej z nich położona ma ściankę o wysokości 50 m. Poza tym cały masyw porastają lasy. Ich stan jest różny. Na zboczach zachodnich (w Dolinie Kępy) rosną w nich dorodne buki i jawory, a wyżej dorodne limby, które tutaj występują na nietypowej dla siebie wysokości – kilkaset metrów poniżej górnej granicy lasu. Katastrofalny jest natomiast stan lasów na stokach wschodnich i północnych.
W masywie Gronia jest wiele dróg i ścieżek. Obowiązuje zakaz wstępu dla turystów, bo Groń w całości znajduje się na obszarze ochrony ścisłej TANAP-u, prowadzony jest w nim jednak wyrąb drzew i polowania. O tym, że działają tutaj myśliwi świadczą ambony. Władysław Cywiński podaje, że widział trzy. Liczne są ścieżki. Nie prowadzą one, jak ścieżki turystyczne na szczyty i przełęcze, lecz trawersują skośnie zbocza, co jest charakterystyczne dla ścieżek drwali i myśliwych.